# Nai Khanom Tom

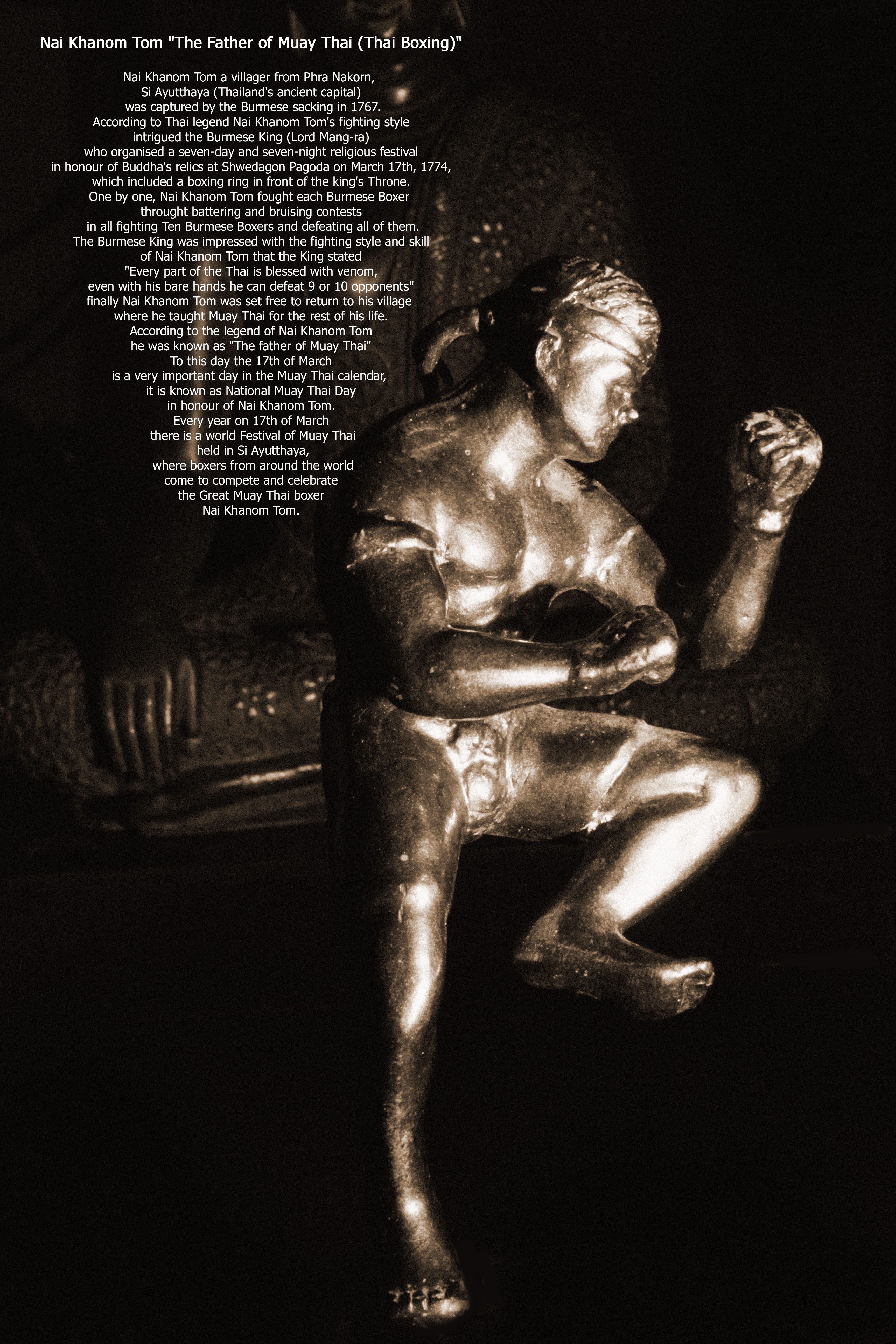
Nai Khanom Tom

Nai Khanom Tom foi um guerreiro do Reino de Aiutaia, capturado pelos birmaneses depois destes saquearem da cidade de Aiutaia em 1767. Em 1773, o rei birmanês Mangra, visitou Rangoon na celebração de Ket Tat Pagoda.  Lutador de muay thai, uma arte marcial originária da Tailândia a qual era utilizada pelo exército siamês juntamente com técnicas do Krabi Krabong, Nai Khanom Tom foi admirado pelo então rei da Birmânia que exigiu um torneio por forma a que as suas habilidades fossem comprovadas. Colocados lutadores birmaneses contra os guerreiros tailandeses, a disputa teve inicio. Segundo a lenda, Nai Khanom Tom realizou antes do combate um ritual designado ram muay, uma dança cerimonial que visa homenagear os mestre e ancestrais do muay thai. Tomado o combate, Nai Khanom Tom derrotou um dos guerreiros birmaneses, por nocaute. O rei da Birmânia propôs então que Nai Khanom Tom enfrentasse nove lutadores birmaneses e caso conseguisse derrotá-los, ser-lhe-ia concedida a liberdade. Utilizando-se das técnicas de muay thai, o lutador tailandês venceu os nove guerreiros. Atualmente, e em memória deste feito, a 17 de março de cada ano é comemorado o "dia nacional do muay thai" na Tailândia.